# Cidaphus aeruginosus
Cidaphus aeruginosus là một loài tò vò trong họ Ichneumonidae.